# Five Nights at Freddy's 2
Five Nights at Freddy's 2 (thường được viết tắt là FNaF2) là một trò chơi video kinh dị sinh tồn theo điểm nhấn độc lập được phát triển và phát hành bởi Scott Cawthon. Phần thứ hai trong sê-ri Five Nights at Freddy, trò chơi được sắp xếp theo thứ tự thời gian trước các sự kiện của trò chơi đầu tiên, làm cho nó trở thành tiền truyện của sê-ri và theo thứ tự thời gian là phần thứ ba trong sê-ri. Trò chơi được phát hành trên Steam vào ngày 11 tháng 11 năm 2014, sớm hơn hai ngày dự kiến vào năm 2015 và ngày 25 tháng 12 năm 2014, tương ứng, với cái sau do vấn đề với việc phát hành bản demo.  Cổng di động cho Android và iOS được phát hành lần lượt vào ngày 15 tháng 11 năm 2014 và ngày 20 tháng 11 năm 2014. Một cổng Nintendo Switch, PlayStation 4 và Xbox One đã được phát hành vào ngày 29 tháng 11 năm 2019.
Tương tự như trò chơi trước, Five Nights at Freddy's 2 xoay quanh cửa hàng Pizza hư cấu Freddy Fazbear's, nơi người chơi đóng vai trò là nhân viên bảo vệ và phải tự bảo vệ mình khỏi những con thú máy Animatronic của nhà hàng, đang bị linh hồn của những đứa trẻ bị sát hại bởi William Afton chiếm giữ để trả thù. Trò chơi cũng giới thiệu một số thành phần chơi trò chơi mới, chẳng hạn như đèn pin, đầu giả Freddy Fazbear có thể đeo được (để đánh lừa các con Animatronic nhất định) và minigame 8 bit.
Trò chơi đã nhận được những đánh giá hỗn hợp từ các nhà phê bình, những người ca ngợi cơ chế mới nhưng chỉ trích sự khó khăn của nó so với người tiền nhiệm. Tiếp theo là Five Nights at Freddy's 3 vào ngày 2 tháng 3 năm 2015.

## Gameplay
Tương tự như trò chơi đầu tiên, Five Nights at Freddy's 2 là một trò chơi video kinh dị sinh tồn với các yếu tố điểm nhấn. Người chơi phải sống sót một ca đêm tại nhà hàng Freddy Fazbear's Pizza (một tác phẩm mô phỏng của Cheese của Chuck E. và ShowBiz Pizza Place) từ thời gian trò chơi 00:00-06:00 (khoảng bảy phút và sáu giây), mà không bị tấn công bởi bất kỳ các Animatronic nào từ phòng này sang phòng khác. Có nhiều Animatronic khác nhau: bao gồm các nhân vật phản diện từ trò chơi gốc nhưng đã trở nên mục nát, là các Old Animatronic (Old Freddy, Old Bonnie, Old Chica, Old Foxy, Golden Freddy), cũng như các phiên bản mới hơn của Freddy, Bonnie, Chica và Foxy, là các Toy Animatronic (Toy Freddy, Toy Bonnie, Toy Chica và Mangle), Marionette(thường được gọi là "Puppet") và một robot hình người tên là "Balloon Boy".
Giống như trò chơi đầu tiên, người chơi không thể rời khỏi văn phòng mà có thể theo dõi chuyển động của các con Animatronic thông qua mạng lưới camera an ninh đặt khắp tòa nhà. Văn phòng có ba lối vào (một hành lang và hai lỗ thông hơi bên); trong một lần khởi hành từ trò chơi trước,  ba lối vào này không thể ngăn kẻ thù xâm nhập. Mỗi lỗ thông hơi được trang bị một ánh sáng có thể được sử dụng để kiểm tra bất kỳ con Animatronic nhất định (Mangle, Ballon Boy, Toy Bonnie, Toy Chica, Old Bonnie, Old Chica) sắp bò vào văn phòng. Người chơi được cung cấp một chiếc mặt nạ Freddy Fazbear có thể đeo để tránh tiếp cận các con Animatronic; tuy nhiên, chiến lược này sẽ không hoạt động trên một số nhân vật nhất định (đặc biệt là Old Foxy), chúng phải bị đẩy lùi bằng các phương tiện khác. Một đèn pin cũng có sẵn, được sử dụng để kiểm tra hành lang và các khu vực tối của nguồn cấp dữ liệu máy ảnh, cũng như để thiết lập lại Foxy thông qua strobing. Không giống như tiêu đề trước, nguồn cung cấp năng lượng cho camera và đèn thông gió là không giới hạn, nhưng đèn pin có thời lượng pin hạn chế; nếu nó hết, người chơi sẽ dễ bị tấn công. Ngoài ra, một hộp nhạc đã được đặt trong một phòng và phải được điều khiển từ xa thông qua giao diện camera, để tránh bị Marionette tấn công, một Animatronic sẽ xuất hiện khi nhạc dừng lại. Thất bại trong việc bảo vệ bản thân khỏi các con Animatronic sẽ dẫn đến một jumpscare.
Không giống như trò chơi đầu tiên, sau khi người chơi bị giết, có khả năng, thay vì màn hình Game Over, một trong bốn minigame 8 bit sẽ xuất hiện với các hướng dẫn được đưa ra ở đầu mỗi. Những minigame này chứa đựng cái nhìn sâu sắc về cốt truyện của trò chơi.
Trò chơi bao gồm năm cấp độ được gọi là "đêm", tăng độ khó. Hoàn thành cả năm sẽ thêm một ngôi sao vào màn hình tiêu đề và mở ra một đêm thứ sáu thậm chí còn khó khăn hơn, lần lượt thêm một ngôi sao thứ hai và mở ra một "Đêm tùy chỉnh" khi hoàn thành đêm. Trong Đêm tùy chỉnh, người chơi có thể điều chỉnh độ khó AI của những Animatronic riêng lẻ (0 đến 20) hoặc chơi một trong mười thử thách được cài đặt sẵn. Hoàn thành Đêm tùy chỉnh với mỗi con thú máy được đặt thành 20 kết quả trong việc thêm ngôi sao cuối cùng vào màn hình tiêu đề.

## Cốt truyện
Nhân vật người chơi, tên sau này được tiết lộ là Jeremy Fitzgerald, đã bắt đầu làm nhân viên bảo vệ đồng hồ đêm tại Pizza Freddy Fazbear cải tiến.  Như đã làm trong trò chơi trước, một nhân viên Pizza của Freddy Fazbear gọi cho Jeremy qua điện thoại trong văn phòng vào đầu mỗi đêm để giải thích cả về lối chơi và các phần của câu chuyện hậu trường xung quanh nhà hàng. Ông giải thích rằng các Toy Animatronic, có nhận dạng khuôn mặt đặc biệt phần mềm và quyền truy cập vào cơ sở dữ liệu tội phạm để bảo vệ trẻ em khỏi tác hại tiềm tàng, không được lập trình với chế độ ban đêm thích hợp. Khi mọi thứ im lặng, chương trình của các Toy Animatronics sẽ tưởng rằng chúng đang ở sai phòng và phải tìm kiếm nguồn tiếng ồn gần nhất để tìm người cần được giải trí, đó là văn phòng.
Như trong trò chơi trước, lập trình của các con thú máy nói với họ rằng không nên có người trong nhà hàng sau nhiều giờ, vì vậy khi các Animatronic gặp Jeremy, họ tin rằng anh ta là một endoskeleton không có trang phục và sẽ cố nhét anh ta vào bộ đồ Freddy Fazbear phù hợp, điều này sẽ giết anh ta.  Nhân viên giải thích rằng nhà hàng này có nguồn năng lượng vô hạn vào ban đêm, không giống như địa điểm trước đó, nhưng không có cửa chặn truy cập vào văn phòng, yêu cầu người chơi sử dụng đầu Freddy Fazbear dự phòng để lừa những con thú máy. Nhân viên thông báo qua điện thoại đưa ra những lời khuyên bổ sung để giúp người chơi sống sót qua ca của họ. Khi nhiều con thú máy xuất hiện khi trò chơi tiến triển, nhân viên thông báo cho Jeremy về sự hiện diện, kiểu di chuyển và một số thông tin cơ bản về sự hiện diện của chúng trong trò chơi.  Ví dụ, ông giải thích rằng các con Animatronic cũ (cụ thể là Old Freddy, Old Bonnie, Old Chica, Old Freddy và Golden Freddy) đang ở trong nhà hàng mới và đã được trang bị thêm công nghệ mới, nhưng khi công ty chọn thiết kế lại các nhân vật, chúng được giữ lại để thay thế phụ tùng.
Khi trò chơi tiếp diễn, có gợi ý rằng một cái gì đó đang diễn ra vào ban ngày, vì người đàn ông trên điện thoại đề cập rằng những tin đồn đang diễn ra xung quanh và, sau đó, một cuộc điều tra của cảnh sát đang diễn ra liên quan đến nhà hàng. Atari -styled minigame tiết lộ rằng nhà hàng đã có một quá khứ đau buồn, vì nó là địa điểm của một vụ giết người hàng loạt, trong đó ít nhất năm đứa trẻ bị sát hại, với thủ phạm thường xuyên xuất hiện như một nhân vật màu tím không tên (mặc dù đợt sau sẽ cung cấp cho anh tên William Afton). Vào đêm thứ năm của trò chơi, Jeremy được nhân viên thông báo rằng nhà hàng đã bị khóa do một sự kiện không xác định, nhưng điều này là để đảm bảo không nhân viên nào, có mặt hay trước đây, có thể vào hoặc rời. Người đàn ông cũng đề cập rằng vị trí của nhân viên bảo vệ ca ngày của nhà hàng còn chỗ trống và Jeremy có thể được thăng chức, và chủ sở hữu của Fredbear's Family Diner (một nhà hàng trước Freddy Fazbear's Pizza) sẽ được liên hệ để biết thêm thông tin về vụ việc. Đáng chú ý, tấm séc người chơi nhận được vào cuối Đêm 5 là ngày 1987, qua đó thiết lập trò chơi như một phần tiền truyện của bản gốc.
Vào đêm thứ sáu, người đàn ông điện thoại thông báo cho Jeremy rằng nhà hàng đã ngừng hoạt động vì những lý do không được tiết lộ, mặc dù anh ta đề cập đến việc sử dụng "bộ đồ màu vàng dự phòng" và vấn đề về những con thú máy có những hoạt động không đúng. Ông cũng nói rằng ông sẽ đảm nhận vị trí nhân viên bảo vệ ca đêm khi nhà hàng mở cửa trở lại. Nếu Jeremy thành công trong việc sống sót vào đêm thứ sáu, anh ta được thăng cấp vào ca ngày để tổ chức một bữa tiệc sinh nhật vào ngày hôm sau để đảm bảo rằng các con Animatronic không gây ra bất kỳ vấn đề nào. Một tờ báo được chiếu trong màn hình chiến thắng của đêm thứ sáu nói rằng nhà hàng sẽ đóng cửa và các con Toy Animatronic sẽ bị loại bỏ; tuy nhiên, những con cũ sẽ được lưu lại khi nhà hàng mở cửa trở lại, gợi ý về các sự kiện của trò chơi đầu tiên.
Vào đêm thứ bảy (Đêm tùy chỉnh), người chơi đóng vai trò là một nhân vật mới có tên Fritz Smith do sự thăng tiến của Jeremy. Sau khi hoàn thành Custom Night, Fritz bị sa thải vì phá hoại các con thú máy, gợi lại màn hình hoàn thành đêm tùy chỉnh của trò chơi đầu tiên.

## Phát triển
Ngay sau khi phát hành Five Nights at Freddy's, nhà phát triển Cawthon bắt đầu xác nhận tin đồn về phần tiếp theo của trò chơi.  Chỉ một tháng sau khi phát hành trò chơi gốc, Cawthon đã đăng một đoạn giới thiệu phần tiếp theo trên trang web của mình và tiếp tục đăng các lời trêu ghẹo cho đến khi phát hành trò chơi.  Đoạn giới thiệu cho trò chơi đã được phát hành vào tháng 10 năm 2014. Five Nights at Freddy's 2 được phát hành lần đầu tiên cho Microsoft Windows vào ngày 11 tháng 11 năm 2014, trước đó là kế hoạch phát hành vào ngày 25 tháng 12 năm 2014. Cổng cho Android và iOS đã được phát hành vào ngày Ngày 15 và 20 tháng 11 cùng năm.

## Tiếp tân
| Tìm hiểu thêm Phần này cần mở rộng. |

| Tiếp nhận |             |
| --- | ----------- |
| \| Điểm tổng hợp \| Điểm tổng hợp \| \| Bộ tổng hợp \| Ghi bàn \| \| --------------- \| ------------- \| \| Metacritic \| (PC) 62/100 \| \| Đánh giá điểm \| \| \| Sự xuất bản \| Ghi bàn \| \| Game thủ PC(Mỹ) \| 70/100 \| \| TouchArcade \| (iOS) \| |             |
| Điểm tổng hợp |             |
| Bộ tổng hợp | Ghi bàn     |
| Metacritic | (PC) 62/100 |
| Đánh giá điểm |             |
| Sự xuất bản | Ghi bàn     |
| Game thủ PC(Mỹ) | 70/100      |
| TouchArcade | (iOS)       |

Five Nights at Freddy's 2 đã được đáp ứng với các đánh giá từ đa dạng đến tích cực từ các nhà phê bình; phiên bản Microsoft Windows giữ điểm tổng hợp là 62 trên 100 trên Metacritic.
Omri Petitte cho PC Gamer đã cho Five Nights at Freddy's 2 số điểm 70 trên 100, nhận xét rằng những gì anh ta muốn trong phần tiếp theo "là những trò chơi trí tuệ hơn và không chắc chắn hơn. Tôi muốn bộ đồ Animatronic tìm thấy tôi và xé mặt tôi ra theo những cách mới và thú vị. Tôi muốn đôi chân hoạt động. Những gì tôi nhận được là một trò chơi kinh dị nhúng sâu vào sự lừa dối và tinh tế, một loại cocktail tuyệt vời của bí ẩn siêu nhiên và sự pha trộn của adrenaline hoảng loạn. Tuy nhiên, thưởng thức những phần hay một khó khăn khó khăn. " Dest cũng đưa ra một đánh giá tích cực, nói rằng "Thật kinh khủng khi biết rằng bạn có thể bị tấn công bất cứ lúc nào từ nhiều đại lộ", ca ngợi việc giới thiệu những con thú máy và cơ học mới, nhưng cũng chỉ trích các trò chơi nhảy và gọi là trò chơi "quá khó vì lợi ích của chính nó ".